# Liparis kamerunensis
Espèce
Liparis kamerunensis Schltr. est une espèce d'Orchidées du genre Liparis, endémique du Cameroun.

## Description et distribution
On dispose de très peu d'information à son sujet, car l'espèce est surtout connue à travers l'échantillon-type prélevé en 1862 par Gustav Mann au mont Cameroun, à une altitude d'environ 2 000 m,. L'identification d'un autre matériel récolté par Thomas en 1992 à Likomba, vers Mann's Spring, reste incertaine.

## Étymologie
Son épithète spécifique kamerunensis fait référence au mont Cameroun où le premier spécimen a été découvert.